# Маевский, Иосиф Михайлович
Ио́сиф Миха́йлович Мае́вский (?—1873) — русский архитектор.

## Известные постройки в Санкт-Петербурге
- Дом И. В. Кошанского. Большая Конюшенная ул., 15 (1838—1839)[1][2]
- Особняк Гладышева. 4-я Красноармейская ул., 17 (1855—1856)[3][4]
- Доходный дом Т. А. Соловьева. 5-я линия ВО, 10 (1861—1862)[5][6]
- Руководил работами по возобновлению фасадов Зимнего дворца после пожара 1837 года.